# 罗马信义会基督堂
罗马信义会基督堂（Evangelisch-lutherische Christuskirche）是一座意大利信义会教堂，位于罗马。该堂建于1910-1922年，由德国建筑师弗兰茨·施韦希特（Franz Schwechte）设计，他还设计了柏林的威廉皇帝纪念教堂。
1983年12月11日，教宗若望保禄二世访问该堂，并参加仪式。这是教宗访问的第一座路德宗教堂。这次访问距离德国奥斯定会修士、新教宗教改革领袖马丁·路德诞生已有500年。
2015年1月14日，瑞典女演员安妮塔·艾格宝的葬礼在此举行。